# Patrimonio di San Pietro (provincia pontificia)
Il Patrimonio di San Pietro fu una delle quattro province istituite da papa Innocenzo III (1198-1216) come ripartizione dello Stato Ecclesiastico. Comprendeva la parte dell'antica Tuscia soggetta alla Sede Apostolica, ovvero l'attuale provincia di Viterbo e il comprensorio di Civitavecchia.
Era governata da un funzionario di nomina papale, il Rettore. Successivamente è documentata anche la presenza di un Rettore generale, coordinatore delle attività dei rettori provinciali e referente diretto del pontefice.
La provincia del Patrimonio fu confermata nelle Costituzioni egidiane del 1357, emanate dal cardinale Egidio Albornoz.
Le città sedi dei rettori furono Montefiascone e Viterbo.